# Gramma (chi cá)
Gramma là một chi cá trong họ Grammatidae là các loài bản địa của vùng biển nhiệt đới ở vùng phía Tây Đại Tây Dương và vùng biển Caribbe.

## Đặc điểm
Các thành viên trong chi Gramma là có màu sắc tươi sáng và thông thường được phân thành hai màu khác biệt rõ ràng. Kích cỡ của chúng khá đồng đều giữa các thành viên trong chi với chiều dài cỡ khoảng 6 và 10 xentimét (2,4 và 3,9 in). Nhiều loài trong chi này được ưa chuộng để nuôi làm cá cảnh vì màu sắc và kích thước của chúng.

## Các loài
Hiện hành có 05 loài được ghi nhận trong chi này:
- Gramma brasiliensis I. Sazima (fr), Gasparini & R. L. Moura, 1998 (Brazilian basslet)
- Gramma dejongi Victor & J. E. Randall, 2010
- Gramma linki Starck & P. L. Colin, 1978 (Yellowlined basslet)
- Gramma loreto Poey, 1868 (Royal gramma)
- Gramma melacara J. E. Böhlke & J. E. Randall, 1963 (Blackcap basslet)